# Takaaki Kajita
Takaaki Kajita (梶田隆章, TAKAAKI SAKAYAMA, nacido 9 de marzo de 1959) es un físico japonés, conocido por experimentos para el estudio y análisis de los neutrinos (Super-Kamiokande). En 2015 le fue otorgado el premio Nobel en Física conjuntamente con el físico canadiense Arthur B. McDonald.

## Carrera
Kajita estudió en la Universidad Saitama graduándose en 1981, recibió su doctorado en 1986 en la Universidad de Tokio. Desde 1988 estuvo en el Instituto para la Investigación de Rayos Cósmicos de la Universidad de Tokio, donde fue nombrado profesor asistente en 1992 y profesor en 1999.
Se convirtió en director del Centro para Neutrinos Cósmicos del Instituto para la Investigación de Rayos Cósmicos (ICRR) en 1999. Para 2015, trabaja en el Instituto Kavli de física y matemáticas del universo en Tokio y es director de ICRR.
En 1988, descubrió junto con el equipo del Kamiokande un déficit de neutrinos muónicos en los neutrinos atmosféricos, fenómeno al cual llamaron "anomalía de neutrinos atmosféricos" y en 1998 describió las oscilaciones de neutrinos.

## Premios
- 1989, recibió junto con los otros miembros del Kamiokande, el Premio Bruno Rossi y el Premio Panofsky.
- 1987, recibió el Premio Asahi, también como parte del Kamiokande, y nuevamente en 1999 en esta ocasión como parte del Super-Kamiokande.
- 1999, Nishina Memorial Prize.
- 2002, Premio Panofsky.
- 2013 Premio Julius Wess.[2]
- 2015, recibió el premio Nobel en Física conjuntamente con el canadiense Arthur B. McDonald por el descubrimiento de las oscilaciones del neutrino, lo cual demuestra que los neutrinos tienen masa.[3]